# لافينياك
لافينياك (بالفرنسية: Lavignac)‏ هي بلدية في مقاطعة فيين العليا في منطقة أقطانية الجديدة غرب وسط فرنسا.